# Llambi Gegprifti
Llambi Gegprifti (ur. 14 lutego 1942 we wsi Potgozhan, okręg Pogradec, zm. 1 maja 2023 w Tiranie) – albański polityk komunistyczny, minister przemysłu i górnictwa w 1982 i w latach 1987-1989.

## Życiorys
Pochodził z ubogiej rodziny chłopskiej. Ukończył studia geologiczne na Uniwersytecie Tirańskim. Po studiach pracował jako inżynier w kopalniach, a następnie pełnił funkcję dyrektora kopalni rud chromu w Bulqizie. Członek Komitetu Centralnego Albańskiej Partii Pracy. W latach 1975–1990 kandydat na członka Biura Politycznego APP. W latach 1978–1991 deputowany do Zgromadzenia Ludowego. W latach 1974–1981 pełnił funkcję wiceministra obrony. W latach 1982 i 1987-1989 kierował resortem przemysłu i górnictwa w rządzie Adila Çarçaniego.
W latach 1982–1986 pełnił funkcję dyrektora kombinatu produkcji traktorów im. Envera Hodży w Tiranie. W 1989 był przedstawicielem władz albańskich, który towarzyszył Matce Teresie w czasie jej pierwszej podróży do Albanii. Od 1989 uczestniczył w rozmowach z przedstawicielami państw bałkańskich zmierzających do przełamania izolacji, w której znajdowała się Albania. Kojarzony z frakcją twardogłowych w partii, w 1991 na X Zjeździe Albańskiej Partii Pracy został usunięty z Komitetu Centralnego APP. 13 grudnia 1993 w procesie blokmenów skazany na 8 lat więzienia za nadużycia władzy. Ponownie stanął przed sądem w 1996, skazany 29 września 1996 przez Sąd Okręgowy w Tiranie na 20 lat więzienia za zbrodnie przeciwko ludzkości popełnione w okresie komunistycznym. W 1997 w czasie rewolucji piramidowej opuścił więzienie.
W 2015, wraz z innymi funkcjonariuszami partii komunistycznej został pozbawiony przyznanych mu wcześniej odznaczeń państwowych. Zmarł w 2023, pochowany na cmentarzu Sharrë.
Żonaty, miał córkę Sonilę.